# Lafia
Lafia – miasto w  środkowej Nigerii, stolica stanu Nassarawa. Według danych szacunkowych na rok 2006 liczy 330 700 mieszkańców. Dawniej nazywało się Lafia-Bere-Bere. Miasto jest połączone linią wąskotorową z Port Harcourt.